# Spirit of St. Louis
Spirit of St. Louis je bilo visokokrilno motorno letalo, s katerim je Charles Augustus Lindbergh med 20. in 21. majem 1927 opravil prvi čezatlantski polet brez postanka.
Lindbergh je dal letalo zgraditi s finančno pomočjo nekaterih poslovnežev iz mesta St. Louis v Missouriju, zato ga je tudi poimenoval Spirit of St. Louis (duh Sv. Louisa). Letalo je stalo za tiste čase velikansko vsoto denarja, saj je Lindbergh zanj porabil kar 10.560 dolarjev. Osnovno obliko so v podjetju Ryan Airlines povzeli po svojem letalu Ryan M-2, seveda pa so novo letalo z uradno oznako Ryan NYP (kratica za New York - Pariz) povsem prilagodili zahtevni nalogi.

## Opis
Spirit je bil letalo z zračnohlajenim radialnim devetcilindrskim motorjem vrste Wright Whirlwind, ki je proizvajal 223 konjskih moči. Izdelalo ga je podjetje Wright Aeronautical Corporation iz Patersona v New Jerseyju, Lindbergh pa ga je izbral iz preprostega razloga, glede na svojo težo je bil v tistem trenutku najprimernejši.
Za uporabo enega samega motorja, se je Lindbergh odločil sam. Leta 1926 je namreč prelet Atlantika poskušala štiričlanska francoska posadka s trimotornim letalom, vendar je strmoglavila. Več drugih poskusov s trimotornimi letali prav tako ni bilo uspešnih. To je dalo Lindberghu misliti, na koncu pa je ugotovil, da je zmanjševanje skupne mase letala ključ do uspeha, saj lahko na ta račun letalo sprejme več goriva.
V Spirit of St. Louis je bilo vgrajenih kar pet rezervoarjev za gorivo iz mehkega jekla. En majhen tank je bil v nosu letala, največji takoj za njim, trije pa v krilih. Vsega skupaj je imel Lindbergh na voljo 1.600 litrov goriva, kar naj bi zadostovalo za 6.600 kilometrov dolgo pot pri hitrosti 160 km/h, seveda v ugodnih vremenskih pogojih. Pilotska kabina ni imela prednjega stekla, saj sta bila v nosu letala vgrajena že omenjena rezervoarja. Kabina je bila tako pomaknjena daleč nazaj, za spremljanje poleta pa je bil v kabini nameščen periskop, ki je pilotu omogočal pogled naprej. Stranska okna so bila nameščena normalno.
St. Louis je bil izjemno nestabilno letalo. Pilot ni smel niti za sekundo izpustiti iz rok krmilne palice, da ne bi letalo skrenilo iz smeri. To pa je bilo prav tisto kar je Lindbergh želel. Nestabilno letalo ga je prisililo, da je bil ves čas pozoren na to, ali leti v pravi smeri. Največja nevarnost je bil vzlet, saj se je letalo, do zadnjega kotička napolnjeno z gorivom, komaj odlepilo od tal. Tako je pri vzletu z letališča Roosevelt na Long Islandu, New York Lindbergh komaj dvignil letalo nad drevesa, ki so rasla na koncu vzletne steze.
Lindbergh je pri dnevni svetlobi letel zelo nizko, samo 30 metrov nad zemljo ali morjem, saj je takrat še veljalo napačno prepričanje, da se pri letenju tako nizko nad tlemi naredi neke vrste zračna blazina, ki olajša letenje. Ponoči se je povzpel na višino 1.500 do 3.000 metrov, kar naj bi zadostovalo, da bi se še pravočasno prebudil in povlekel krmilno palico navzgor, če bi za trenutek od utrujenosti zakinkal.
Po natanko 33 urah, 30 minutah in 29,8 sekundah je Charles Lindbergh uspešno pristal na letališču Le Bourget Aerodrome v Parizu, Francija.
Po vrnitvi v ZDA se je Lindbergh s svojim letalom odpravil na turnejo po 48 ameriških zveznih državah, sledile so parade in slovesnosti. Leto dni pozneje je Lindbergh – nihče razen njega ni nikoli letel s tem letalom – zadnjikrat poletel s Spirit of St. Louis iz St. Louisa v Washington. Danes je letalo na ogled v Air and Space Museumu v Washingtonu DC.